# Girls Like You
«Girls Like You» — третій сингл американської поп-рок-групи Maroon 5 за участю співачки Cardi B з їх шостого студійного альбому Red Pill Blues. Сингл був виданий 5 червня 2018 року звукозаписними лейблами Interscope Records і 222. Сингл досяг першого місця в Канаді (Canadian Hot 100) і США (Billboard Hot 100), ставши там четвертим чарт-лідером для групи Maroon 5 і третім для Cardi B. Відеокліп із зоряним камео отримав більше 1 млрд переглядів.

## Історія
«Girls Like You» це дев'ятий трек з альбому Red Pill Blues via Apple Music. Він був анонсований як третій офіційний сингл з цього альбому, слідом за піснею Wait.
«Girls Like You» це поп - і поп-рок-пісня.

## Комерційний успіх
«Girls Like You» дебютував на позиції № 94 в американському хіт-параді Billboard Hot 100, і через тиждень після виходу відео піднявся на № 4. Сингл здійснив четвертий в історії найшвидший стрибок вгору по чарту (на 90 пунктів з 94 на 4-е місце) в історії Hot 100, і став 14-м для Maroon 5 і 6-м для Cardi B хітом в кращій десятці Топ-10. Через 6 тижнів досяг № 2 після «In My Feelings» репера Дрейка, а на 17-й тиждень «Girls Like You» досяг № 1, ставши 4-м чарт-топпером для групи Maroon 5 вперше після 2012's «One More Night», а для співачки Cardi B її третім чарт-топпером. Завдяки «Girls Like You», яка змістила «I Like It» на вершині радіо-чарту Radio Songs, Cardi B стала першою жінкою-реперкою, що змістила саму себе на вершині цього чарті. Також група Maroon 5 завдяки цьому синглу в 13-й раз очолила радіо-чарт дорослої поп-музики Adult Top 40.
3 листопада 2018 року лідерство синглу досягло 6 тижнів в Billboard Hot 100 і 14 тижнів на Radio Songs (рекорд з 2007-2008 років).
Ця пісня також очолила цифровий хіт-парад US Digital Song, і чарти Adult Top 40 і Mainstream Top 40. Сингл очолив канадський хіт-парад Canadian Hot 100.

## Відео
Музичне відео було поставлено режисером Девідом Добкіним і вийшло 30 травня 2018 року на каналі Vevo.
У відео соліст Левін стоїть біля мікрофона з групою на задньому плані, а потім навколо нього з'являються по черзі одна або кілька танцюючих жінок, молодих і суперзірок, активісток, актрис і кілька спортивних зірок-чемпіонок світу та олімпіад. Вони губами промовляють слова пісні. У відеоролику демонструються виступи учасників групи Maroon 5 і співачки Cardi B, а також камео (в порядку появи): співачка Каміла Кабелло, комедіантка Фібі Робінсон, олімпійська чемпіонка з гімнастики Олександра Райсман, сатирик Сара Сильверман, ізраїльська актриса і модель Гал Гадот, канадська влоггер Ліллі Сінгх, мусульманська активістка Амані аль-Хатахтбі, актриса Трейс Лисетт, актриса Тіффані Геддіш, політик Енджі Рівера (Angy Rivera), телеперсона Франческа Ремсі, актриса Міллі Боббі Браун, телеведуча Еллен Дедженерес (тут вперше з'являється і співає Cardi B), співачка Дженніфер Лопес, сноубордистка Хлоя Кім, футболістка Алекс Морган, співачка Мері Джей Блайдж, актриса Біні Фелдштейн, активістка Джекі Філдер (Jackie Fielder), автогонщиця Даніка Патрік, політик Ільхан Омар, актриса і режисер Елізабет Бенкс, модель Ешлі Енн Грем, співачка Рита Ора, а в кінці з'являється дружина Левіна модель Бехаті Прінслу (одна з «ангелів» Victoria's Secret) з їх маленькою донькою Дасті Роуз Левін на руках матері.
Одяг, в яку одягнені гості музичного відео, містить декілька повідомлень, які являють собою різні меседжі соціальної справедливості та ідентичності. Активістка і борець за права іммігрантів Енджі Рівера (Angy Rivera), член Ради молодіжного лідерства штату Нью-Йорк, носить футболку своєї організації з фразою «Undocumented Unafraid Unapologetic» («Без документів. Безрозсудна. Непримиренна»). Амані аль-Хатахтбі носить капелюх з ім'ям свого сайту MuslimGirl.com, метою якого є відкритий чесний діалог про іслам в сучасному суспільстві. Олімпійська гімнастка Алі Райсман одягнена у футболку з фразою «Завжди кажи свою правду». Джекі Філдер, засновник коаліції американських аборигенів Сан-Франциско Defund DAPL Coalition, одягнена у футболку зі словами «Знімай одяг, Вода це життя».

### Альтернативні версії
Дві альтернативні версії відео були створені Добкіним. Перша версія - вертикальне відео була випущена виключно через Spotify 27 серпня 2018 року. Подібно до оригінальної версії, вона фокусується на тому ж, і там жінки співають і танцюють  обертаючись, за винятком Кабельо. Вона також використовується для Red Pill Blues Tour(2018-2019).
Друга версія названа Volume 2, вийшла 16 жовтня 2018 року на каналі YouTube. Ця версія включає додаткові кадри і кілька появ Cabello. На відміну від попередніх версій, Volume 2 фокусується на членах Maroon 5; відео закінчується голосом Добкіна, що говорить «вирізати», зі звуком людей, що плескають у долоні. У другій половині Volume 2 Левін короткий час носить футболку зі словами «Liberation Not Deportation» («Звільнення не депортації»), створену організацією NYSYLC.

## Концертні виконання
Група виконала пісню «Girls Like You» під час концертного туру Red Pill Blues Tour, разом з кавером пісні «Forever Young» групи Alphaville, як посвячення їх колишньому менеджеру Jordan Feldstein, який помер 22 грудня 2017 року.

## Позиції в чартах
| Чарт (2018)                                | Найвища позиція |
| ------------------------------------------ | --------------- |
| Аргентина Anglo (Monitor Latino)           | 3               |
| Австралія (ARIA)                           | 2               |
| Австрія (Ö3 Austria Top 75)                | 8               |
| Бельгія (Ultratop Flanders)                | 7               |
| Бельгія (Ultratop Wallonia)                | 2               |
| Bolivia (Monitor Latino)                   | 9               |
| Brazil (Brasil Hot 100 Airplay)            | 1               |
| Канада (Canadian Hot 100)                  | 1               |
| Канада (AC) (Billboard)                    | 1               |
| Канада (CHR/Top 40) (Billboard)            | 1               |
| Канада (Hot AC) (Billboard)                | 1               |
| Croatia Airplay (HRT)                      | 1               |
| Colombia (National Report)                 | 38              |
| Чехія (IFPI)                               | 2               |
| Чехія (Singles Digitál Top 100)            | 3               |
| Данія (Tracklisten)                        | 9               |
| El Salvador (Monitor Latino)               | 10              |
| Euro Digital Songs (Billboard)             | 1               |
| Фінляндія (Suomen virallinen lista)        | 16              |
| France (SNEP)                              | 1               |
| Німеччина (Official German Charts)         | 9               |
| Greece Digital Songs (Billboard)           | 1               |
| Greece International Digital (IFPI Greece) | 3               |
| Угорщина (Rádiós Top 40)                   | 2               |
| Угорщина (Single Top 40)                   | 2               |
| Угорщина (Stream Top 40)                   | 3               |
| Iceland (Tonlist)                          | 9*              |
| Ірландія (IRMA)                            | 5               |
| Israel (Media Forest)                      | 1               |
| Італія (FIMI)                              | 5               |
| Японія (Japan Hot 100)                     | 55              |
| Japan Hot Overseas (Billboard)             | 4               |
| Latvia (Latvijas Top 40)                   | 1               |
| Lebanon (Lebanese Top 20)                  | 1               |
| Luxembourg Digital Songs (Billboard)       | 3               |
| Malaysia (RIM)                             | 1               |
| Mexico Ingles Airplay (Billboard)          | 1               |
| Mexico Anglo (Monitor Latino)              | 2               |
| Нідерланди (Dutch Top 40)                  | 17              |
| Нідерланди (Mega Single Top 100)           | 18              |
| Нова Зеландія (RIANZ)                      | 1               |
| Норвегія (VG-lista)                        | 9               |
| Польща (Polish Airplay Top 100)            | 3               |
| Португалія (AFP)                           | 4               |
| Romania (Airplay 100)                      | 1               |
| 1                                          |                 |
| 1                                          |                 |
| Russia Airplay (Tophit)                    | 72              |
| Шотландія (Official Charts Company)        | 4               |
| Singapore (RIAS)                           | 1               |
| Словаччина (IFPI)                          | 1               |
| Словаччина (Singles Digitál Top 100)       | 1               |
| Slovenia (SloTop50)                        | 2               |
| South Korea Download International (Gaon)  | 25              |
| Spain (PROMUSICAE)                         | 23              |
| Швеція (Sverigetopplistan)                 | 14              |
| Швейцарія (Media Control AG)               | 4               |
| Велика Британія (Official Charts Company)  | 7               |
| США (Billboard Hot 100)                    | 1               |
| США (Adult Contemporary) (Billboard)       | 1               |
| США (Adult Top 40) (Billboard)             | 1               |
| США (Hot Dance Club Songs) (Billboard)     | 29              |
| США (Hot Dance Airplay) (Billboard)        | 3               |
| США (Mainstream Top 40) (Billboard)        | 1               |
| США (Rhythmic) (Billboard)                 | 21              |
| Venezuela Anglo (Record Report)            | 1               |
| Venezuela Pop (Record Report)              | 14              |

## Сертифікації
}}}}
| Регіон | Сертифікація  | Продажі   |
| --- | ------------- | --------- |
| Австралія (ARIA)                                                                                                 | 4× Платиновий | 280 000   |
| Бельгія (BEA) | Золотий       | 20 000    |
| Бразилія (ABPD)                                                                                                  | 3× Платиновий | 120 000   |
| Канада (Music Canada)                                                                                            | 7× Платиновий | 560 000   |
| Данія (IFPI Denmark)                                                                                             | Платиновий    | 90 000    |
| Франція (SNEP)                                                                                                   | Платиновий    | 200 000   |
| Німеччина (BVMI)                                                                                                 | Платиновий    | 400 000   |
| Італія (FIMI) | 3× Платиновий | 150 000   |
| Мексика (AMPROFON)                                                                                               | 2× Платиновий | 120 000   |
| Нова Зеландія (RIANZ)                                                                                            | 2× Платиновий | 60 000    |
| Іспанія (PROMUSICAE)                                                                                             | 2× Платиновий | 80 000    |
| Велика Британія (BPI)                                                                                            | 2× Платиновий | 1,200,000 |
| США (RIAA) | 7× Платиновий | 7 000 000 |
| Стрімінг |               |           |
| Швеція (IFPI Sweden)                                                                                             | Платиновий    | 8 000 000 |
| ^відвантаження, що базуються лише на сертифікаціях · продажі+прослуховування, що базуються лише на сертифікаціях |               |           |